# Pierre Bretonneau
Pour les articles homonymes, voir Bretonneau.
Pierre Fidèle Bretonneau, né à Saint-Georges-sur-Cher le 3 avril 1778 et mort dans le 16e arrondissement de Paris le 18 février 1862, est un célèbre clinicien français, professeur et médecin en chef de l'hôpital de Tours.

## Biographie
Pierre Fidèle Bretonneau est le fils de Pierre Bretonneau (1741-1811), maître-chirurgien à Saint-Georges-sur-Cher. L'un de ses oncles, Jean Bretonneau, est maître-chirurgien de Jules Hercule Meriadec de Rohan, prince de Guéméné (1726-1788). Un autre de ses oncles, Pierre Mahiet, est maître-chirurgien à Savonnières.
Il se marie en premières noces à Paris, le 13 prairial an IX (2 juin 1801) selon un contrat signé le 28 floréal an IX (18 mai 1801), avec Marie-Thérèse Adam, de vingt-trois ans son aînée, lectrice et héritière de la châtelaine de Chenonceau, Madame Dupin. Pierre Bretonneau s'installe à La Renaudière à Chenonceaux, propriété de son épouse. Très curieux et habile de ses mains, il dispose d'un laboratoire, s’occupe de jardinage et d’activités manuelles.

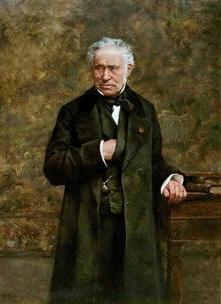
Le docteur Pierre Bretonneau.

Il est également maire de Chenonceaux de 1803 à 1807. Après avoir passé quinze ans à Chenonceaux à faire des expériences, il retourne à Paris, soutient en 1815 une thèse de médecine et devient alors médecin-chef de l’hôpital de Tours, qui porte maintenant son nom. Il continue à faire des observations médicales avec ses malades et fonde l’école de médecine de Tours.
Il épouse en secondes noces à l'âge de soixante-dix huit ans, Sophie Moreau, dix-huit ans, à Paris dans le 3e arrondissement le 16 octobre 1856. Sophie Moreau est la nièce de son ancien élève, Jacques Joseph Moreau de Tours. Du fait de l'importante différence d'âge, ce mariage comme le précédent, fait scandale. L'hypothèse que Sophie Moreau est en vérité la fille de Bretonneau et que ce mariage fut pour celui-ci le moyen de faire de sa fille naturelle sa légataire universelle a été avancée, comme elle l'a été avancée pour Juliette Récamier et Jacques Récamier. Le docteur Bretonneau est mort à Paris dans le 16e arrondissement, le 18 février 1862. Il est enterré à Saint-Cyr-sur-Loire, près de Tours.

## Apport à la médecine

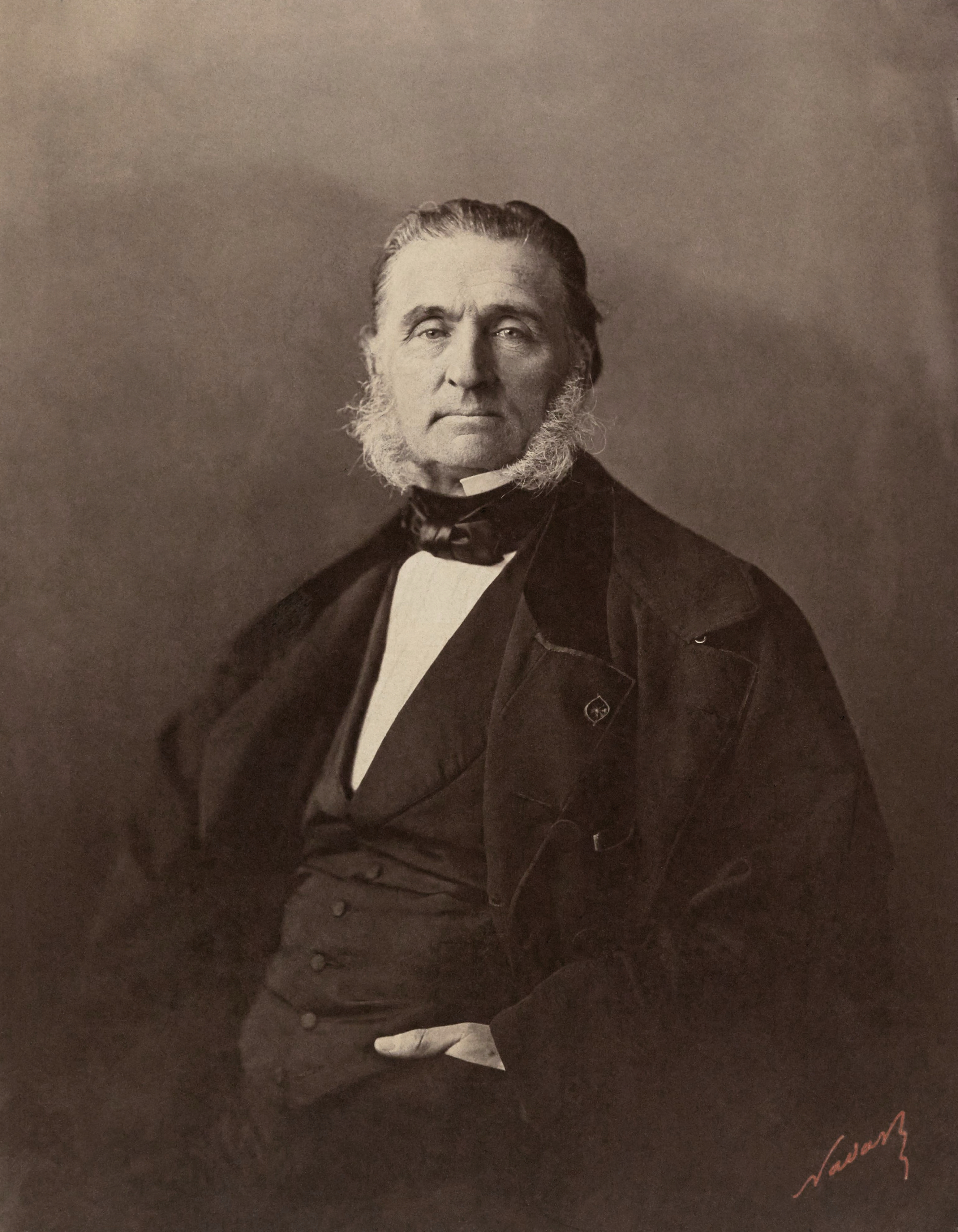
Armand Trousseau.

Pierre Bretonneau identifie la fièvre typhoïde et la diphtérie et défend la doctrine alors révolutionnaire de la spécificité : un germe spécial, propre à chaque contagion, donne naissance à chaque maladie contagieuse. Il a pour disciples Velpeau et Armand Trousseau, Tourangeaux également.
Le docteur Bretonneau est l’un des pionniers de la médecine moderne. Il a beaucoup observé les malades et a été le premier à penser que les maladies étaient causées par les microbes, mais il n’a donc pu confirmer son hypothèse. Il a découvert qu’une même maladie pouvait se manifester différemment chez les malades. C’était le début de la médecine scientifique : bien observer pour trouver une solution aux maladies et aux problèmes rencontrés.

## Publications
- De l'utilité de la compression, et en particulier de l'efficacité du bandage de Théden dans les inflammations idiopathiques de la peau, thèse de médecine de Paris n° 3, 1815[4].
- Des inflammations spéciales du tissu muqueux, et en particulier de la diphtérite, Crevot, Paris, 1826[5].
- Médication curative de la fièvre intermittente, P. Dupont, Paris, 1845[6].

## Distinctions
- Légion d'honneur[7] :
  -  Chevalier de la Légion d'honneur (28 octobre 1828)
  -  Officier de la Légion d'honneur (26 juillet 1849).

## Hommages

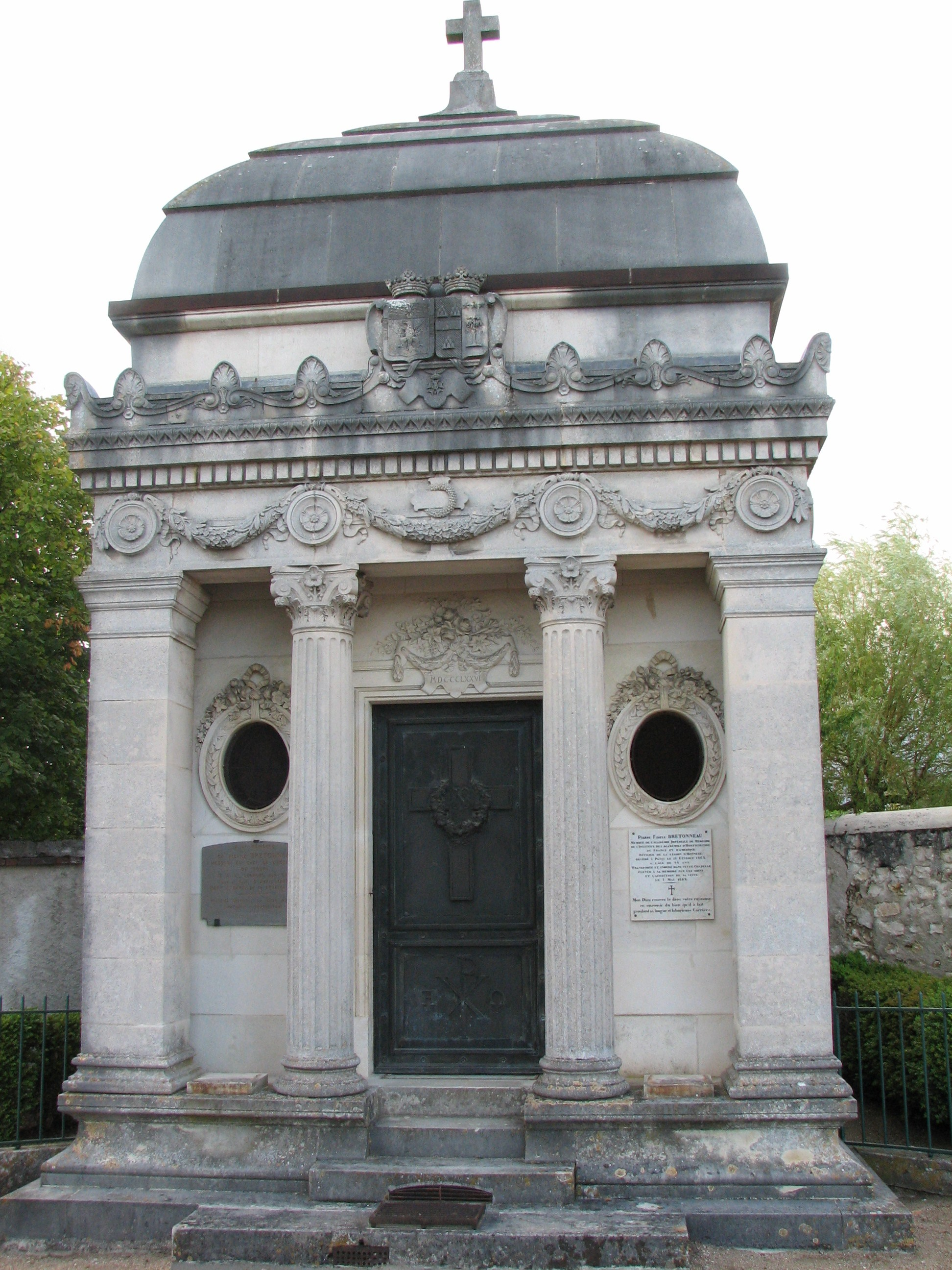
Mausolée familial Bretonneau-Clary du cimetière de Saint-Cyr-sur-Loire.

- Deux hôpitaux portent son nom, le premier à Paris et le second à Tours.
- La faculté de médecine de Tours est ornée de trois grands médaillons de bronze représentant Bretonneau, Alfred Velpeau et Armand Trousseau.
- Son buste est visible à la mairie de Saint-Georges-sur-Cher.
- Le musée Grévin de Tours, fermé en 2005, reconstituait une leçon d’anatomie donnée par Bretonneau, Velpeau et Trousseau à leurs étudiants[8].
- Un timbre postal est émis par la poste française, le 19 février 1962 pour célébrer le centenaire de sa mort[9].